# Lichtaard
Lichtaard (Friese uitspraak: [lɪx’ta:t]) is een terpdorp in de gemeente Noardeast-Fryslân, in de Nederlandse provincie Friesland. Lichtaard ligt ten westen Dokkum, tussen Raard en Reitsum. Het dorp ligt voornamelijk aan de noordkant van Flieterpsterdyk. Lichtaard is een van de vier zogenaamde vlieterpen. De andere dorpen zijn Reitsum, Genum en Janum. Langs het dorp loopt de Holwerdervaart naar de Dokkumer Ee. Het dorp Lichtaard telde in 2023 85 inwoners.

## Geschiedenis
Het dorp is op een terp ontstaan die al enkele eeuwen voor de christelijke jaartelling bewoond werd. In de 10e eeuw werd de plaats als Lihdanfurt vermeld. In 1449 werd de plaats vermeld als Lictauwert, in 1465 als Lichttauwert, in 1505 als Lichtaeuwerdt en in 1527 als Lichtewert. De plaatsnaam duidt waarschijnlijk op een terp (wert) van ene Lichta. Maar ook wordt gedacht dat de terp van oorsprong lichter of helder van kleur was dan de omliggende terpen. Tot 2019 viel Lichtaard onder de toenmalige gemeente Ferwerderadeel.

## Kerk

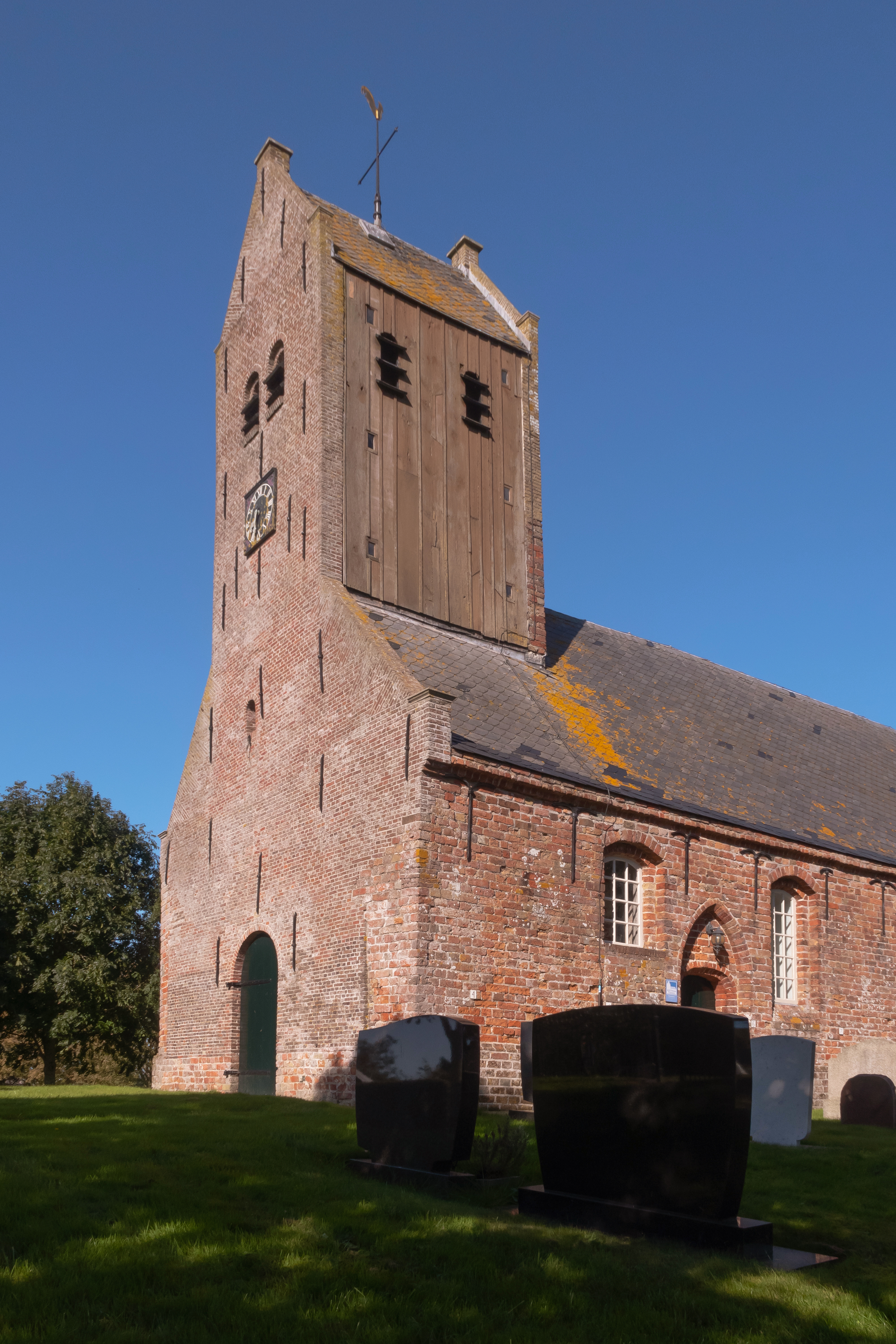
Petruskerk

In het dorp staat een Gotische kerk uit de 16e eeuw, de Petruskerk. In de kerktoren hangen twee klokken, een uit ongeveer 1300 en de andere uit 1404. De kerk heeft een kansel uit 1642 met Friese getoogde panelen. De kerk is eigendom van de Stichting Alde Fryske Tsjerken.

## Taizé
Rond 1980 was een groep jongeren enthousiast teruggekomen van een bezoek aan de kloostergemeenschap in Taizé en wilde daar op een eigen manier een vervolg aan geven. Het kerkje werd gehuurd voor het houden van hun eigen vieringen.
Deze kenmerkten zich door het gebruik van stilte, symboliek en experimentele liturgieën. De doelstelling waarvoor Lichtaard werd opgericht was vanuit de Taizé-oecumenische gemeenschapsgedachte een bijdrage leveren aan de Friese kerkgemeenschap als geheel.

## Cultuur
Het dorpshuis van de Vlieterpen, de Fjouwer staat in het dorp Reitsum. Veel verenigingen bedienen meerdere dorpen in de regio, zoals de toneelvereniging blau moandei en zangvereniging God is mijn lied.

## Onderwijs
Van het begin van de 17e eeuw tot eind 19e eeuw had Lichtaard een school. In 1882 moest de school sluiten, omdat er te weinig leerlingen waren. Kinderen uit Lichtaard volgden het basisonderwijs tot de zomervakantie van 2019 aan de Flieterpen in het naburige dop Reitsum. In 2019 moest ook deze school, vanwege een dalend leerlingenaantal, de deuren sluiten. Kinderen uit Lichtaard en Reitsum zijn voor het basisonderwijs aangewezen op een van de andere naburige dorpen.

## Bevolkingsontwikkeling
| 1999 | 2002 | 2004 | 2014 | 2018 | 2021 | 2023 |
| ---- | ---- | ---- | ---- | ---- | ---- | ---- |
| 76   | 71   | 77   | 84   | 90   | 90   | 85   |

## Bekende (ex-)inwoners
De latere schrijver en journalist Reinder Brolsma had tot 1937 een eigen schildersbedrijf in het dorp.